# زينيا (أوهايو)
زينيا (بالإنجليزية: Xenia, Ohio)‏ هي مدينة من مدن الولايات المتحدة . مقاطعة غرين التابعة لولاية أوهايو يبلغ عدد سكانها 25719 نسمة. يبلغ ارتفاع المدينة عن سطح البحر قرابة 284 متر.

## التركيبة السكانية
حدّد مكتب تعداد الولايات المتحدة بيانات التركيبة السكانية لزينيا في تعداد الولايات المتحدة. في ما يلي، التركيبة السكانية حسب تعدادي 2000 و2010.

### تعداد عام 2000
بلغ عدد سكان زينيا 24,164 نسمة بحسب تعداد عام 2000، وبلغ عدد الأسر 9,378 أسرة وعدد العائلات 6,523 عائلة مقيمة في المدينة. في حين سجلت الكثافة السكانية 716.2 نسمة لكل كيلومتر مربع (1,854.9/ميل2). وبلغ عدد الوحدات السكنية 9,924 وحدة بمتوسط كثافة قدره 294.1 لكل كيلومتر مربع (761.7/ميل2).
وتوزع التركيب العرقي للمدينة بنسبة 83.30% من البيض و13.51% من الأمريكيين الأفارقة و0.34% من الأمريكيين الأصليين و0.29% من الأمريكيين ذوي الأصول الآسيوية و0.05% من سكان جزر المحيط الهادئ و0.53% من الأعراق الأخرى و1.98% من عرقين مختلطين أو أكثر و1.09% من الهسبانيون أو اللاتينيون من أي عرق.
بلغ عدد الأسر 9,378 أسرة كانت نسبة 37.4% منها لديها أطفال تحت سن الثامنة عشر تعيش معهم، وبلغت نسبة الأزواج القاطنين مع بعضهم البعض 50.2% من أصل المجموع الكلي للأسر، ونسبة 15.5% من الأسر كان لديها معيلات من الإناث دون وجود شريك، بينما كانت نسبة 3.8% من الأسر لديها معيلون من الذكور دون وجود شريكة وكانت نسبة 30.4% من غير العائلات. تألفت نسبة 26.2% من أصل جميع الأسر من عدة أفراد يعيشون في نفس المنزل ونسبة 11.1% كانت تتألف من شخص يعيش بمفرده يبلغ من العمر 65 عاماً أو أكثر. وبلغ متوسط حجم الأسرة المعيشية 2.51، أما متوسط حجم العائلات فبلغ 3.02.
بلغ العمر الوسطي للسكان 34.5 عاماً. وكانت نسبة 26.9% من القاطنين تحت سن الثامنة عشر، وكانت نسبة 9.3% بين الثامنة عشر والرابعة والعشرين عاماً، ونسبة 28.1% كانت واقعةً في الفئة العمرية ما بين الخامسة والعشرين والرابعة والأربعين عاماً، ونسبة 21% كانت ما بين الخامسة والأربعين والرابعة والستين، ونسبة 12.1% كانت ضمن فئة الخامسة والستين عاماً فما فوق. يوجد لكل 100 أنثى 90.7 ذكر، ويوجد لكل 100 أنثى في الثامنة عشر من عمرها فما فوق 84.8 ذكر.
بلغ متوسط دخل الأسرة في المدينة 36,457 دولارًا، أما متوسط دخل العائلة فبلغ 43,046 دولارًا. وكان متوسط دخل الذكور 34,497 دولارًا مقابل 24,094 دولارًا للإناث. وسجل دخل الفرد الخاص بالمدينة 16,481 دولارًا. وكانت نسبة 8.9% من العائلات ونسبة 11.6% من السكان تحت خط الفقر، وكان من هؤلاء نسبة 15.3% تحت سن الثامنة عشر ونسبة 9.4% في الخامسة والستين من العمر وما فوق.

### تعداد عام 2010
بلغ عدد سكان زينيا 25,719 نسمة بحسب تعداد عام 2010، وبلغ عدد الأسر 10,390 أسرة وعدد العائلات 6,631 عائلة مقيمة في المدينة. في حين سجلت الكثافة السكانية 762.3 نسمة لكل كيلومتر مربع (1,974.3/ميل2). وبلغ عدد الوحدات السكنية 11,424 وحدة بمتوسط كثافة قدره 338.6 لكل كيلومتر مربع (877.0/ميل2).
وتوزع التركيب العرقي للمدينة بنسبة 82.02% من البيض و13.40% من الأمريكيين الأفارقة و0.37% من الأمريكيين الأصليين و0.47% من الأمريكيين ذوي الأصول الآسيوية و0.04% من سكان جزر المحيط الهادئ و0.47% من الأعراق الأخرى و3.23% من عرقين مختلطين أو أكثر و1.66% من الهسبانيون أو اللاتينيون من أي عرق.
بلغ عدد الأسر 10,390 أسرة كانت نسبة 32.3% منها لديها أطفال تحت سن الثامنة عشر تعيش معهم، وبلغت نسبة الأزواج القاطنين مع بعضهم البعض 42.6% من أصل المجموع الكلي للأسر، ونسبة 16.3% من الأسر كان لديها معيلات من الإناث دون وجود شريك، بينما كانت نسبة 4.9% من الأسر لديها معيلون من الذكور دون وجود شريكة وكانت نسبة 36.2% من غير العائلات. تألفت نسبة 31% من أصل جميع الأسر من عدة أفراد يعيشون في نفس المنزل ونسبة 12.8% كانت تتألف من شخص يعيش بمفرده يبلغ من العمر 65 عاماً أو أكثر. وبلغ متوسط حجم الأسرة المعيشية 2.39، أما متوسط حجم العائلات فبلغ 2.98.
بلغ العمر الوسطي للسكان 37.1 عاماً. وكانت نسبة 24.8% من القاطنين تحت سن الثامنة عشر، وكانت نسبة 9.2% بين الثامنة عشر والرابعة والعشرين عاماً، ونسبة 25.5% كانت واقعةً في الفئة العمرية ما بين الخامسة والعشرين والرابعة والأربعين عاماً، ونسبة 24.9% كانت ما بين الخامسة والأربعين والرابعة والستين، ونسبة 15.7% كانت ضمن فئة الخامسة والستين عاماً فما فوق. وتوزع التركيب الجنسي للسكان بنسبة 47.2% ذكور و52.8% إناث.

## المناخ
يظهر الجدول التالي التغييرات المناخية على مدار السنة لزينيا:
| البيانات المناخية لـزينيا                                    | البيانات المناخية لـزينيا | البيانات المناخية لـزينيا | البيانات المناخية لـزينيا | البيانات المناخية لـزينيا | البيانات المناخية لـزينيا | البيانات المناخية لـزينيا | البيانات المناخية لـزينيا | البيانات المناخية لـزينيا | البيانات المناخية لـزينيا | البيانات المناخية لـزينيا | البيانات المناخية لـزينيا | البيانات المناخية لـزينيا | البيانات المناخية لـزينيا |
| الشهر                                                        | يناير                     | فبراير                    | مارس                      | أبريل                     | مايو                      | يونيو                     | يوليو                     | أغسطس                     | سبتمبر                    | أكتوبر                    | نوفمبر                    | ديسمبر                    | المعدل السنوي             |
| ------------------------------------------------------------ | ------------------------- | ------------------------- | ------------------------- | ------------------------- | ------------------------- | ------------------------- | ------------------------- | ------------------------- | ------------------------- | ------------------------- | ------------------------- | ------------------------- | ------------------------- |
| الدرجة القصوى °ف (°م)                                        | 73 (23)                   | 74 (23)                   | 83 (28)                   | 89 (32)                   | 95 (35)                   | 102 (39)                  | 108 (42)                  | 107 (42)                  | 103 (39)                  | 92 (33)                   | 80 (27)                   | 74 (23)                   | 108 (42)                  |
| متوسط درجة الحرارة الكبرى °ف (°م)                            | 36 (2)                    | 41 (5)                    | 51 (11)                   | 63 (17)                   | 72 (22)                   | 80 (27)                   | 84 (29)                   | 82 (28)                   | 76 (24)                   | 65 (18)                   | 52 (11)                   | 41 (5)                    | 62 (17)                   |
| متوسط درجة الحرارة الصغرى °ف (°م)                            | 19 (−7)                   | 23 (−5)                   | 32 (0)                    | 41 (5)                    | 51 (11)                   | 59 (15)                   | 63 (17)                   | 60 (16)                   | 53 (12)                   | 42 (6)                    | 34 (1)                    | 25 (−4)                   | 42 (6)                    |
| أدنى درجة حرارة °ف (°م)                                      | −28 (−33)                 | −20 (−29)                 | −5 (−21)                  | 14 (−10)                  | 25 (−4)                   | 37 (3)                    | 42 (6)                    | 38 (3)                    | 25 (−4)                   | 16 (−9)                   | −8 (−22)                  | −24 (−31)                 | −28 (−33)                 |
| الهطول إنش (مم)                                              | 2.64 (67)                 | 2.28 (58)                 | 3.15 (80)                 | 3.90 (99)                 | 4.57 (116)                | 4.02 (102)                | 4.13 (105)                | 3.62 (92)                 | 2.72 (69)                 | 2.83 (72)                 | 3.27 (83)                 | 2.99 (76)                 | 39.58 (1٬005)             |
| المصدر: NOAA, The Weather Channel (extremes), HKO (sun only) |                           |                           |                           |                           |                           |                           |                           |                           |                           |                           |                           |                           |                           |

## أعلام
- مات براون
- روز ميرفي
- هارون ر. فيشر
- آرثر إرنست مورغان
- جيمس إتش هايسلوب
- جون ليتل
- جون الكسندر
- فيك ديكنسون
- إليزابيث غودي بيكر